# Cloudland (Whitetree)
Cloudland è un album pubblicato nel 2009 dal gruppo Whitetree, di cui fanno parte il pianista e compositore di melodie new age e contemporanee Ludovico Einaudi ed i fratelli Robert e Ronald Lippok, compositori di musica elettronica.
Per l'abbinamento di questi compositori dai generi completamente diversi destò molta curiosità una volta pubblicato

## Tracce
Musiche di Ludovico Einaudi.
1. Slow ocean – 5:49
2. Kyril – 6:11
3. Other nature – 4:45
4. Koepenik – 3:04
5. Mercury sands – 4:29
6. Light on light – 5:58
7. Ulysses and the Cats – 3:16
8. Tangerine – 6:36
9. Derek's Garden – 4:55
10. The Room – 2:27

Durata totale: 47:30